# Cheminée rampante

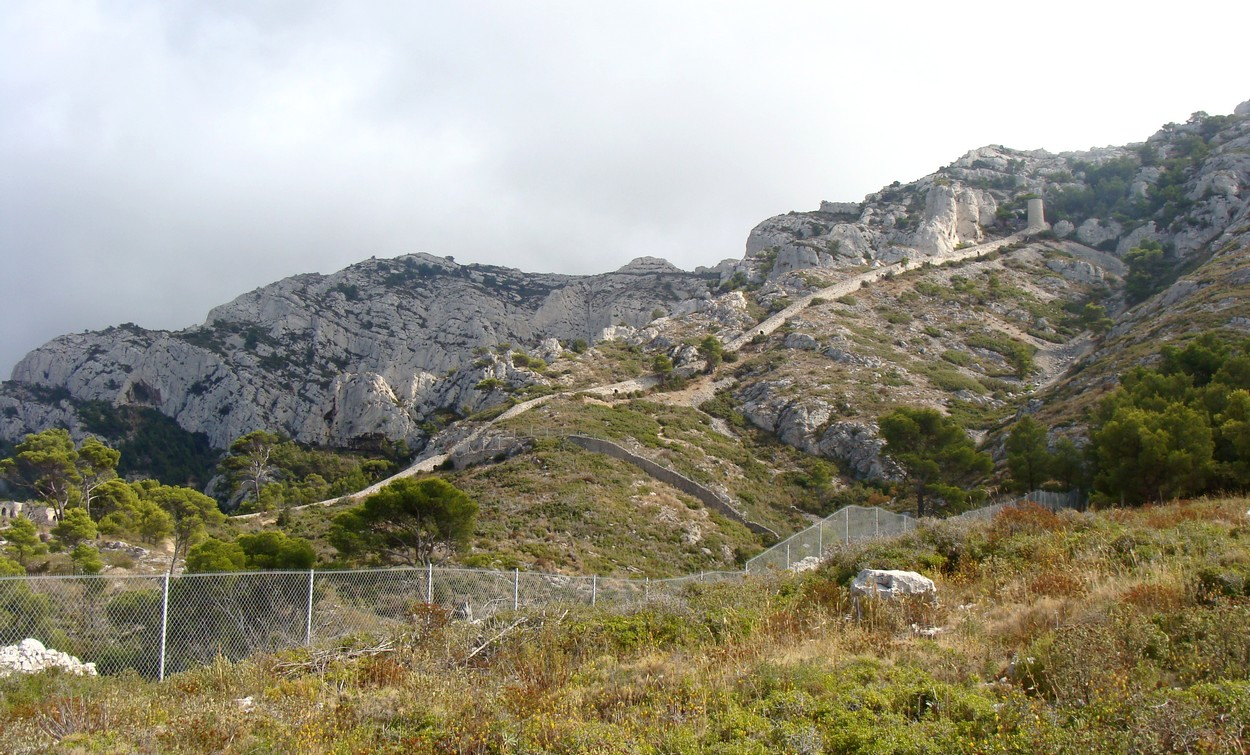
La cheminée rampante de l'ancienne usine Legré-Mante, à Montredon (Marseille 8e).

Les cheminées rampantes sont des constructions industrielles caractéristiques des collines marseillaises. Elles sont apparues, au début du xixe siècle, avec l'industrie de la soude, puis du plomb, et les pollutions qui leur sont liées. 
On en trouve ailleurs, de moindre importance, comme par exemple la mine d'or du Châtelet, dans la Creuse, où il s'agit plutôt d'un carneau particulièrement long. 
Construites pour des problèmes environnementaux, elles n'ont souvent fait que les déplacer dans l'espace et le temps, créant des problèmes non encore résolus à ce jour.
Elles obéissent aux principes généraux des cheminées industrielles . 
On note trois points importants :
- Le déplacement de l'évacuation des principes polluants en hauteur et en dehors des aires habitées
- l'augmentation du tirage ici perturbé par les chambres de condensation
- l'évolution des taxes parfois dans des directions différentes :

1. augmentation des taxes avec la hauteur de la cheminée (la cheminée finale est petite), une cheminée haute va de pair avec une entreprise puissante
2. une baisse des taxes avec la hauteur pour encourager l'évacuation le plus haut possible

## Le principe
En 1811, on dénombre près de 20 sites de fabrication de soude à Marseille et dans les environs proches, et une soixantaine de savonneries utilisant la soude. À l'époque, la fabrication de la soude par le procédé Leblanc produit des sous-produits qu'on ne sait pas utiliser et qui doivent être évacués.
On dénombre par ailleurs 8 sites de travail du plomb, qui produisent aussi des émanations toxiques. 
L'évacuation des effluents gazeux (et chargés en particules) se fait naturellement par des cheminées, qu'on fait hautes si possible, et éventuellement décentrées de l'usine elle-même par des carneaux. La conformation de la région avec les pentes fortes des collines environnantes donne l'idée à des industriels de construire des cheminées adossées aux pentes pour s'ouvrir à l'atmosphère  à une altitude largement supérieure à celle du sommet d'une haute cheminée classique. Afin de piéger le maximum de gaz, on construit à mi-pente des « chambres de condensation », longs couloirs horizontaux repliés en zigzag que les fumées doivent parcourir. Ces chambres permettent de descendre en température et d'atteindre le point de rosée des vapeurs qui se condensent alors et se dépose sur les parois ou tombent sur le sol de la cheminée, tout comme la suie et les goudrons dans une cheminée d'habitation. Les fumées abandonnent ainsi une part importante des particules solides et des gaz nocifs qu'elles transportent.

## Incidence sur le paysage
Le promeneur découvre ici où là de longues voûtes de pierre, à hauteur d'homme, courant le long des versants des collines.
La pollution résiduelle des sites est localisée à la cheminée, à son sous-sol immédiat et à ses sorties. Elle est parfois dans les normes à distance, mais elle est particulièrement élevée et dangereuse dans les conduits.

## Les cheminées rampantes de Marseille

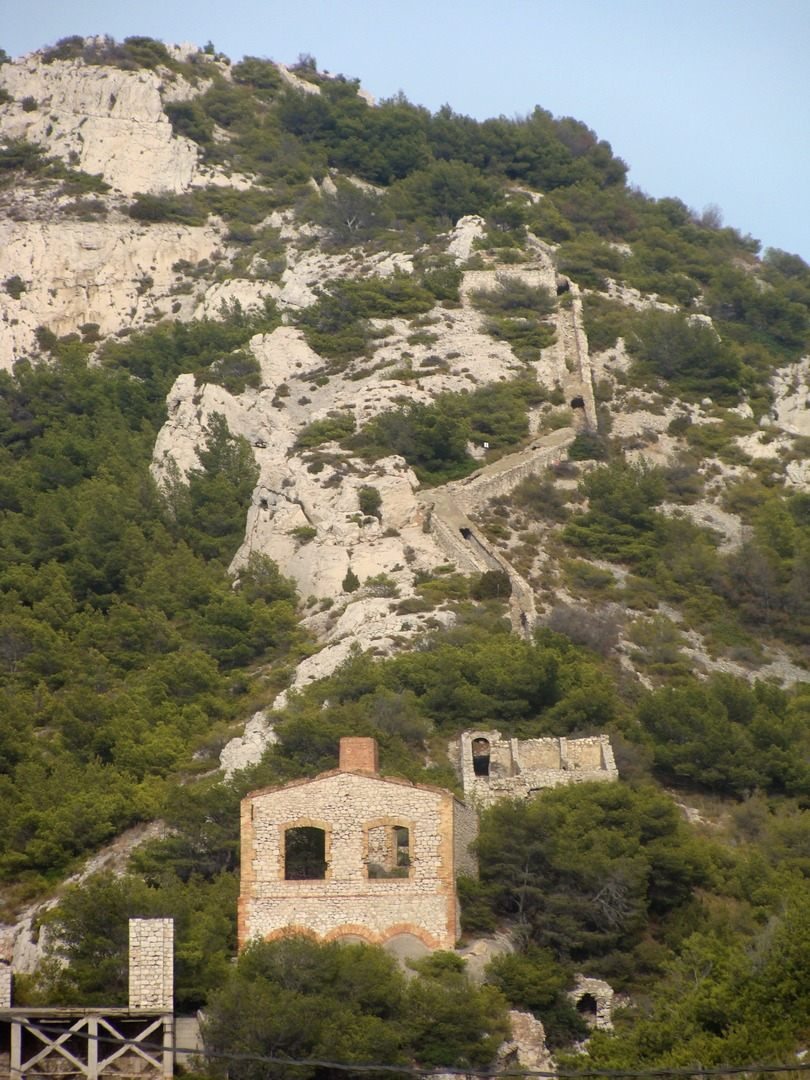
La cheminée rampante de l'Escalette

### Type Montredon et Escalette
La cheminée de l'Escalette se situe au-dessus d'une ancienne usine située au fond de la calanque de l'Escalette, au départ de la route des Goudes. C'était une usine de plomb fondée par M. Meunier en 1857.  La cheminée rampante démarre d'un bâtiment de moyenne importance située dans la partie haute des infrastructures en éventail devant servir de trieurs / bacs de lavage /décantation . Elle passe à côté d'une construction comportant plusieurs cellules orthogonales de même hauteur adjointe au conduit principal : un condensateur. Elle est presque entièrement effondrée sauf sur quelques mètres en dessous de ce bâtiment. Elle est faite de deux murs maçonnés de pierre calcaire aux 2/3 dans une tranchée creusée dans la roche, surmontée d'une voute peu solide faite de briques non pas sur chant mais à plat, recouvertes par un mortier friable. Peu de traces de dépôts sur la voute et les murs au dessus du condensateur. Elle est suivie par un sentier avec parfois des marches permettant l'entretien via des ouvertures percées régulièrement dans le mur. Le haut de la cheminée est accessible depuis le col et le sentier balisé au dessus. Son tracé est marqué d'un trait noir sur les cartes IGN, voire d'un trait bleu avec carrés sur la carte IGN des calanques (1/15000).

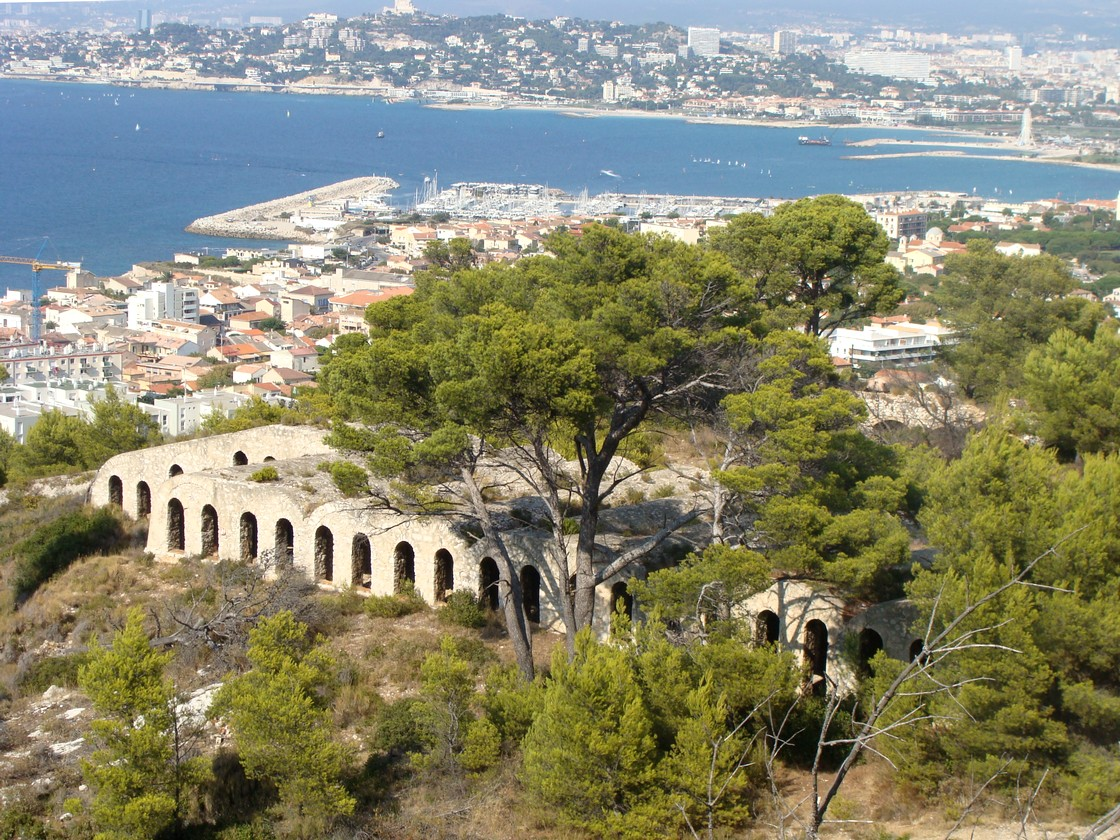
Les chambres de condensation de l'ancienne usine Legré-Mante

La cheminée de l'usine Legré-Mante, à Montredon, sur le versant voisin au nord est plus facilement accessible mais tout aussi dangereuse (toxicité et éboulement possible). La chambre de condensation est facilement observable mais dangereuse.

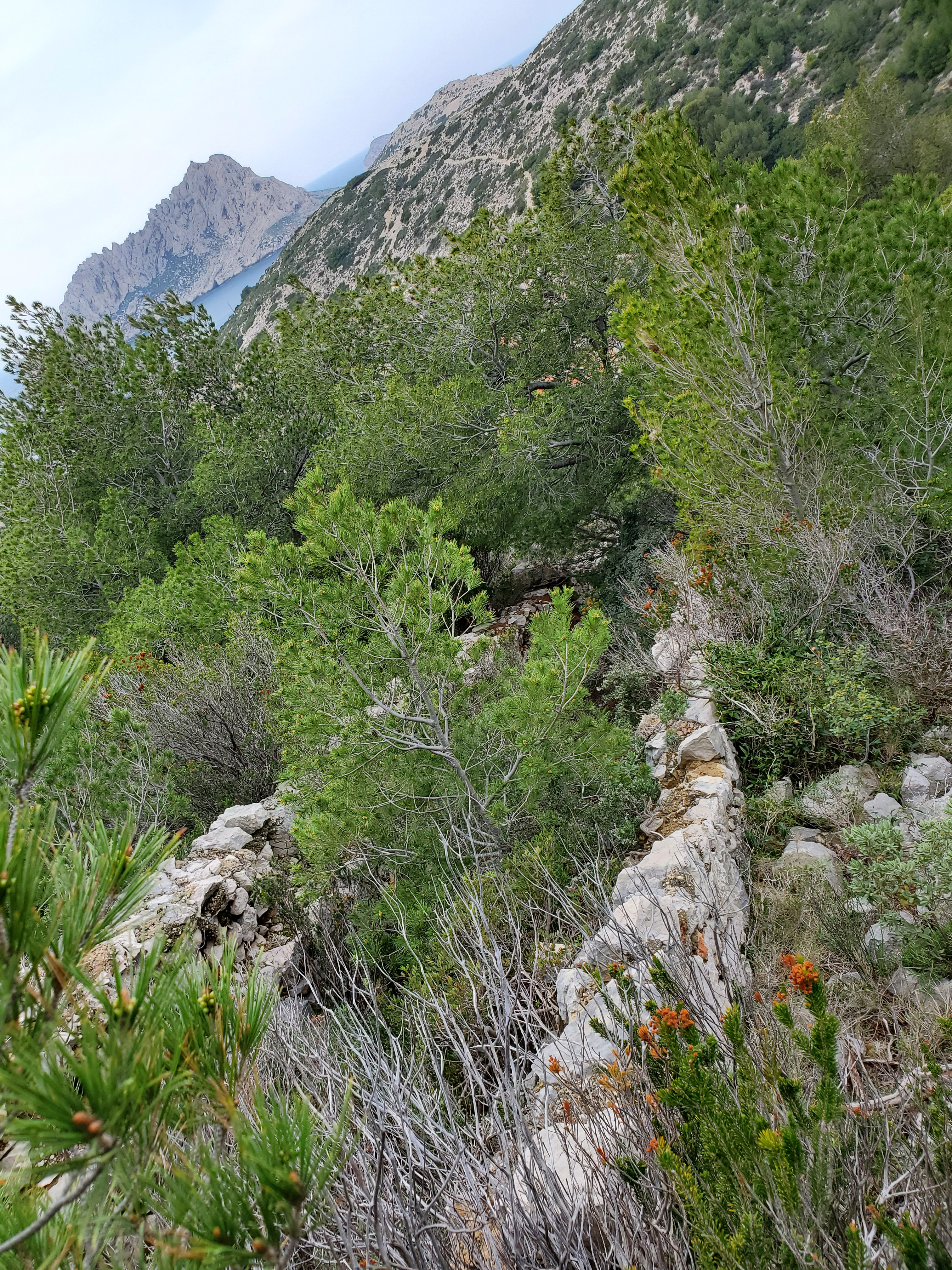
Cheminée rampante sud à Callelongue

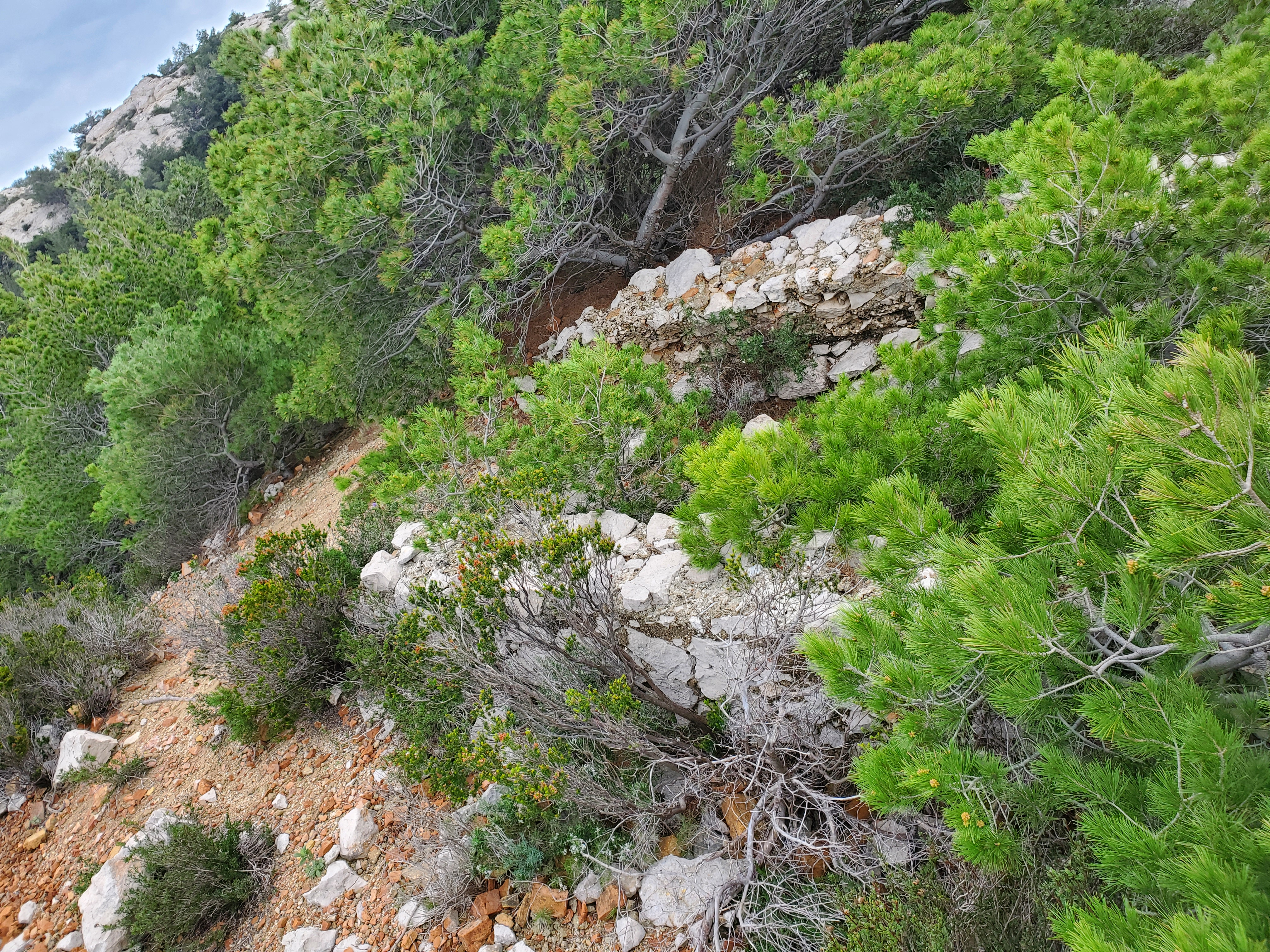
Tête de la cheminée rampante sud à Callelongue

Callelongue montre en 2020 les ruines de deux cheminées distantes d'une centaine de mètres en rive gauche, de petites dimensions, visibles sur les vues satellites, du même type que les deux précédentes. L'une d'elles faisait partie d'une usine de soude ( usine Rey-Weiss 1854 à 1894) selon des anciens qui disent l'avoir connue en activité (témoignage en 2019). La cheminée sud, visible sur certaines cartes IGN est facilement accessible depuis le sentier et permet d'observer les deux murs de la voute observée et la base de la tête de la cheminée au sommet d'une petite colline. Contrairement à d'autres, on ne voit pas de scories ou de concrétions. Elle semble partir de l'arrière du 8ème cabanon. La deuxième, de plus petite taille se trouve au bout de la rue, vers les derniers cabanons.
Le fond du vallon, au delà des habitations 20 m à droite après la bifurcation de la cote 14 a servi de dépôt pour les scories (présence de minerai rouge et de laitier).
D'autres usines étaient présentes dans ce secteur(voir carte de la référence). 
La première est l'usine de soude de Samena (1810). 
L'usine de soude des Goudes ouvre en 1804 (procédé à l'acide sulfurique). L'usine de plomb qui ouvre aux Goudes en 1854 est fermée en 1865 et détruite en 1879.

### Type Septème
Les cheminées de Septèmes sont de deux types d'une structure et d'une utilisation différentes. Deux sites en proposent : les "Fabriques", avec un versant sud et un versant nord, et le Vallon du Maire, sud et nord. Le type Escalette Montredon est présent, mais avec parfois plusieurs sources (ateliers produisant des produits différents ) et plusieurs cheminées terminales interconnectée (Fabriques sud). Les boyaux sont en pierre maçonnées solidement. 
Le type Septème : plus grossières, ne laissant pas voir de murs latéraux ou voute en brique ou pierre, simplement un boyau dans un matériau semblable au mortier cité ci-dessus. De nombreux boyaux courent en échelons presque suivant les courbes de niveau sur les pentes, alimentées par des boyaux principaux maçonnés type Escalette. Multipliant le linéaire les surfaces d'échange (échange de chaleur et dépôt) elles ont principalement ont un rôle de condensation. Les dépôts y sont importants et ont mené à une pollution certaine et durable. Logiquement les chambres de condensation sont absentes.  
Les fabrications dans les ateliers étaient nombreuses et diversifiées contrairement au premier type. En face, le versant sud présente beaucoup de scories à ciel ouvert et porte des traces analogues le long des courbes de niveau mais pas de boyaux. Les analyses faites par les services de l'état montrent des toxicité différentes suivant l'approche et la connaissance du procédé sur le site de Septèmes. 
Pour conclure, les cheminées rampantes sont de deux natures :
- évacuation simple vers le haut
- évacuation mais surtout condensation des toxiques par un jeu de conduits parallèles suivant les courbes de niveau pour condenser au maximum avant rejet, ce qui explique la quantité importante de conduits.